# Maggie Voisin
Maggie Voisin (ur. 14 grudnia 1998 w Whitefish) – amerykańska narciarka dowolna, specjalizująca się w slopestyle'u. W zawodach Puchar Świata zadebiutowała 25 sierpnia 2013 w Cardronie, zajmując czwarte miejsce. Tym samym już w swoim debiucie wywalczyła pierwsze pucharowe punkty. Na podium zawodów tego cyklu po raz pierwszy stanęła 20 lutego 2016 roku w Bokwang, gdzie była druga w slopestyle'u. W zawodach tych rozdzieliła Norweżkę Tiril Sjåstad Christiansen oraz Emmę Dahlström ze Szwecji.
Jest czterokrotną medalistką zawodów X-Games rozgrywanych w amerykańskim Aspen. Zdobyła złoty medal podczas Winter X Games 22, srebrny podczas Winter X Games 18 oraz dwa brązowe podczas Winter X Games 23 i Winter X Games 24. Wszystkie medale zdobywała w konkurencji slopestyle.

## Osiągnięcia

### Igrzyska olimpijskie
| Miejsce | Dzień     | Rok  | Miejscowość | Konkurencja | Zwyciężczyni     |
| ------- | --------- | ---- | ----------- | ----------- | ---------------- |
| 4.      | 17 lutego | 2018 | Pjongczang  | Slopestyle  | Sarah Höfflin    |
| 15.     | 8 lutego  | 2022 | Pekin       | Big Air     | Eileen Gu        |
| 5.      | 15 lutego | 2022 | Pekin       | Slopestyle  | Mathilde Gremaud |

### Mistrzostwa świata
| Miejsce | Dzień    | Rok  | Miejscowość   | Konkurencja | Zwycięzca           |
| ------- | -------- | ---- | ------------- | ----------- | ------------------- |
| DNS     | 19 marca | 2017 | Sierra Nevada | Slopestyle  | Tess Ledeux         |
| 8.      | 2 lutego | 2019 | Park City     | Big Air     | Tess Ledeux         |
| DNS     | 13 marca | 2021 | Aspen         | Slopestyle  | Eileen Gu           |
| 9.      | 16 marca | 2021 | Aspen         | Big Air     | Anastasija Tatalina |

### Puchar Świata

#### Miejsca w klasyfikacji generalnej
- sezon 2013/2014: 61.
- sezon 2015/2016: 26.
- sezon 2016/2017: 34.
- sezon 2017/2018: 77.
- sezon 2018/2019: 84.
- sezon 2019/2020: 103.

Od sezonu 2020/2021 klasyfikacja generalna została zastąpiona przez klasyfikację Park & Pipe (OPP), łączącą slopestyle, halfpipe oraz big air.
- sezon 2020/2021: 27.
- sezon 2021/2022: 21.

#### Miejsca na podium w zawodach
1. Bokwang – 20 lutego 2016 (slopestyle) – 2. miejsce
2. Silvaplana – 4 marca 2016 (slopestyle) – 3. miejsce
3. Mammoth Mountain – 4 lutego 2017 (slopestyle) – 1. miejsce
4. Snowmass – 13 stycznia 2018 (slopestyle) – 2. miejsce
5. Mammoth Mountain – 31 stycznia 2020 (slopestyle) – 3. miejsce
6. Mammoth Mountain – 9 stycznia 2022 (slopestyle) – 3. miejsce